# Luis Alfredo García
Luis Alfredo García Lozada (Venezuela; 14 de marzo de 1995) es un futbolista venezolano. Juega de defensa (lateral izquierdo) y su equipo actual es el Carabobo Fútbol Club de la Primera División de Venezuela.

## Trayectoria

### Monagas Sport Club
Para la temporada 2016, inicia su carrera como profesional al incorporarse al Monagas Sport Club, procedente de las categorías inferiores del Monagas SC, como refuerzo de cara al Torneo Apertura 2016. Debutando el 4 de abril de 2016 ante el Zulia FC. Para el Torneo Clausura 2016 , su actacion fue poco recurrente.
Para la temporada 2017, Su participación en el torneo Apertura 2017 ha sido nula (no estado en ninguna convocatoria), Siendo titular indiscutible en el Filial del Equipo en la Tercera División Venezolana

## Clubes

### Profesional
| Club       | País      | Temporadas |
| ---------- | --------- | ---------- |
| Monagas SC | Venezuela | 2016-2017  |

## Estadísticas
| Equipo              | Temporada           | Liga doméstica   | Liga doméstica   | Copas doméstica | Copas doméstica | Competición extranjera | Competición extranjera | Total | Total |
| Equipo              | Temporada           | PJ               | Goles            | PJ              | Goles           | PJ                     | Goles                  | PJ    | Goles |
| Venezuela           | Venezuela           | Primera División | Primera División | Copa Venezuela  | Copa Venezuela  | CONMEBOL               | CONMEBOL               | PJ    | Goles |
| ------------------- | ------------------- | ---------------- | ---------------- | --------------- | --------------- | ---------------------- | ---------------------- | ----- | ----- |
| Monagas SC          | 2016                | 9                | 0                | 0               | 0               | —                      | —                      | 9     | 0     |
| Monagas SC          | 2017                | 0                | 0                | 0               | 0               | —                      | —                      | 0     | 0     |
| Monagas SC          | Total               | 9                | 0                | 0               | 0               | —                      | —                      | 9     | 0     |
| Total de su carrera | Total de su carrera | 9                | 0                | 0               | 0               | —                      | —                      | 9     | 0     |

## Palmarés

### Campeonatos nacionales
| Título           | Club    | País      | Año  |
| ---------------- | ------- | --------- | ---- |
| Torneo Apertura  | Monagas | Venezuela | 2017 |
| Primera División | Monagas | Venezuela | 2017 |